# Fay Helm
Fay Helm (9 de abril de 1909-27 de septiembre de 2003) fue una actriz de cine estadounidense. Nacida en Bakersfield, California, actuó en unas 65 películas entre 1936 y 1946. Quizá sea más conocida por películas como A Child Is Born (1939), Phantom Lady (1944), Lady in the Dark (1944) y Sister Kenny (1946).

## Primeros años
Helm era hija de Mr. y la Mrs. L.G. Helm de Bakersfield, California. Su padre era "un operador petrolífero muy conocido" en Bakersfield. Participó en teatro como estudiante en la Universidad de Oregón y actuó en producciones del Portland Civic Theater. También actuó en el Bakersfield Community Theatre. Helm llegó a Hollywood en 1936, a los 22 años.

## Vida personal
Helm se casó con el abogado Jack Hardy el 15 de febrero de 1941. Antes de eso, estuvo casada con el ayudante del fiscal del distrito Norman Main. Ella y Main se divorciaron en 1940. Falleció el 27 de septiembre de 2003 y fue enterrada el 15 de octubre de 2003 en el Holy Cross Cemetery de Culver City, condado de Los Ángeles, California, sección Y, nivel 12, tumba 54.

## Créditos cinematográficos
| - Fury (1936) - Mujer del pueblo (sin acreditar) - San Francisco (1936) - Sobreviviente de terremoto (sin acreditar) - Under Cover of Night (1937) - Maggie - sirvienta de Janet (sin acreditar) - Song of the City (1937) - Marge - A Girl with Ideas (1937) - Genevieve (sin acreditar) - Merry-Go-Round of 1938 (1937) - Dainty Doris - Midnight Intruder (1938) - Marion Loring (sin acreditar) - Racket Busters (1938) - Mrs. Smith - I Am the Law (1938) - Mrs. Butler - Blondie (1938) - Mrs. Fuddle (sin acreditar) - Peck's Bad Boy with the Circus (1938) - Mrs. De Cava - Sergeant Madden (1939) - Enfermera (sin acreditar) - Dark Victory (1939) - Miss Dodd - They All Come Out (1939) - Mamie Jacklin (sin acreditar) - Our Leading Citizen (1939) - Tonia - Hollywood Cavalcade (1939) - Enfermera (sin acreditar) - Blondie Brings Up Baby (1939) - Mrs. Fuddle - A Child Is Born (1939) - La mujer - The Light That Failed (1939) - Chica pelirroja (sin acreditar) - Abe Lincoln in Illinois (1940) - Mrs. Seth Gale (sin acreditar) - Parole Fixer (1940) - Rita Mattison - Blondie on a Budget (1940) - Mrs. Fuddle - Little Orvie (1940) - Mrs. Balliser - Women Without Names (1940) - Millie - Dr. Kildare's Strange Case (1940) - Mrs. Henry Adams - Untamed (1940) - Miss Olcott - Blondie Has Servant Trouble (1940) - Mrs. Fuddle - Dancing on a Dime (1940) - Miss Greenfield - Life with Henry (1940) - Secretaria de oficina (sin acreditar) - Kitty Foyle (1940) - Chica remilgada (sin acreditar) - Ride, Kelly, Ride (1941) - Enfermera (sin acreditar) | - The Wagons Roll at Night (1941) - Esposa (sin acreditar) - Million Dollar Baby (1941) - Mrs. Grayson - The Hard-Boiled Canary (1941) - Miss Wilson - Blossoms in the Dust (1941) - Leta Eldredge (adoptado Tony) (sin acreditar) - Two in a Taxi (1941) - Ethel - The Wolf Man (1941) - Jenny - Wings for the Eagle (1942) - Miss Baxter - Give Out, Sisters (1942) - Susan Waverly - Halfway to Shanghai (1942) - Marion Mills - Night Monster (1942) - Margaret Ingston - Life Begins at Eight-Thirty (1942) - Ruthie (sin acreditar) - The Crystal Ball (1943) - secretaria de Brad Cavanaugh (sin acreditar) - Young and Willing (1943) - Miss Harris (sin acreditar) - Captive Wild Woman (1943) - Enfermera Strand - Hers to Hold (1943) - Hannah Gordon - Honeymoon Lodge (1943) - Mrs. Mary Thomas (sin acreditar) - Calling Dr. Death (1943) - Mrs. Duval - Moonlight in Vermont (1943) - Lucy Meadows - La dama desconocida (1944) - Ann Terry - Ladies Courageous (1944) - WAVE (uncredited) - Lady in the Dark (1944) - Miss Bowers - Mademoiselle Fifi (1944) - La esposa del fabricante - One Body Too Many (1944) - Estelle Hopkins - A Song to Remember (1945) - Madame Chopin (sin acreditar) - Son of Lassie (1945) - Joanna - The Falcon in San Francisco (1945) - Doreen Temple - Dangerous Intruder (1945) - Millicent - Sister Kenny (1946) - Mrs. McIntyre - The Locket (1946) - Mrs. Bonner - That Brennan Girl (1946) - Helen, vecina de Ziggy (último papel cinematográfico) |